# Georg Nöbeling
August Georg Nöbeling (Lüdenscheid, 12 de novembro de 1907 – Rosenheim, 16 de fevereiro de 2008) foi um matemático alemão.

## Vida e obra
Nöbeling estudou matemática e física a partir de 1927 na Universidade de Göttingen e a partir de 1929 na Universidade de Viena, onde obteve um doutorado em 1931, orientado por Karl Menger.
Nöbeling foi até 1933 assistente auxiliar de Menger, auxiliando também Kurt Gödel, Franz Alt, Abraham Wald, Olga Taussky-Todd e outros. Em 1933 foi assistente de Otto Haupt em Erlangen, e depois da habilitação em 1935 foi em 1940 foi professor extraordinário e em 1942 profgessor ordinário da Universidade de Erlangen.
Em 1953 e 1955 foi presidente da Associação dos Matemáticos da Alemanha Em 1959 foi eleito membro da Academia de Ciências da Baviera.

## Publicações selecionadas
- Georg Nöbeling: Über eine n-dimensionale Universalmenge im {\displaystyle \mathbb {R} ^{2n+1}}. In: Mathematische Annalen 104 (1931), p. 71–80.
- Georg Nöbeling: Grundlagen der analytischen Topologie. Berlim 1954.
- Georg Nöbeling: Verallgemeinerung eines Satzes von E. Specker. Inventiones Mathematicae 6 (1968), p. 41–55.
- Georg Nöbeling: Einführung in die nichteuklidischen Geometrien der Ebene. Berlim 1976, ISBN 3-11-002001-7.
- Georg Nöbeling: Integralsätze der Analysis. Berlim 1979; ISBN 3-11-007433-8